# Sekiu
Sekiu az Amerikai Egyesült Államok északnyugati részén, Washington állam Clallam megyéjében elhelyezkedő település.
Sekiu önkormányzattal nem rendelkező, úgynevezett statisztikai település; a Népszámlálási Hivatal nyilvántartásában szerepel, de közigazgatási feladatait Clallam megye látja el. A 2010. évi népszámlálási adatok alapján 27 lakosa van.
A Sekiui repülőtér a helység északnyugati részén fekszik.

## Éghajlat
A település éghajlata óceáni (a Köppen-skála szerint Cfb).